# Битка при Химера (409 пр.н.е.)
Вижте пояснителната страница за други значения на Битка при Химера.
Битка при Химера (на латински: Himeras) през 409 пр.н.е. е втората битка при град Химера по време на Втората сицилианска война между Картаген и йонийските гърци от Сиракуза на Сицилия. Завършва с победата на картагенците.
Командир на картагенската войска е Ханибал Магон, цар на Картаген от фамилията Магониди.